# Maltas håndboldlandshold (herrer)
Maltas håndboldlandshold for mænd er det mandlige landshold i håndbold for Malta. Det repræsenterer landet i internationale håndboldturneringer. De reguleres af Maltas håndboldforbund. Landsholdets, spillere bliver udvalgt fra landets fire håndboldhold.